# Ludwig III. von Löwenstein

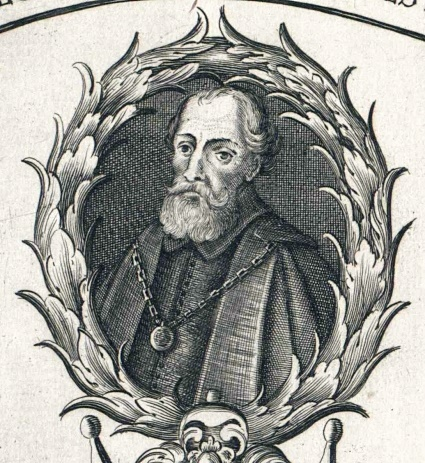
Graf Ludwig III. von Löwenstein

Ludwig III. von Löwenstein oder Graf Ludwig von Löwenstein (* 17. Februar 1530 in Vaihingen; † 13. März 1611 in Wertheim) war Graf von Löwenstein-Wertheim.

## Leben
Ludwig III. war ein Sohn des Grafen Friedrich I. von Löwenstein (1502–1541), eines Sohnes des Grafen Ludwig I., und dessen Gemahlin Helene von Königsegg (1509–1566).
Im Alter von 18 Jahren kam er an den kaiserlichen Hof in Wien, wo er das Kommando über ein Reiterregiment mit 1.000 Pferden erhielt. Kurze Zeit später ging er nach Burgund und arbeitete dort für Kurfürst Friedrich II. von der Pfalz als kurpfälzischer Gesandter an verschiedenen Höfen. 1557 wurde er zum Reichstag nach Regensburg entsandt und trat – trotz evangelischer Konfession – als kaiserlicher Rat in die Dienste König Ferdinands ein. 1559 stieg er zum Präsidenten des Reichshofrats auf. Als Stellvertreter von Kaiser Maximilian II. war er auch auf mehreren Reichstagen zugegen. Erzherzog Karl von Steiermark ernannte ihn zum Statthalter von Kärnten, Krain und der Steiermark.
Ludwig besaß (unter württembergischer Oberhoheit) die Grafschaft Löwenstein. Am 3. September 1566 heiratete er Gräfin Anna zu Stolberg (1548–1599), Tochter des Grafen Ludwig zu Stolberg. Ursprünglich hatte Ludwig eine Heirat mit ihrer älteren Schwester Katharina angestrebt, der Witwe des letzten Wertheimer Grafen. Ludwigs Schwiegervater hatte 1566 die Grafschaft Wertheim geerbt, die mit dessen Tod 1574, ebenso wie die Herrschaft Rochefort, an seine Tochter Anna fiel.
Ludwig III. unterzeichnete die Konkordienformel von 1577 und das Konkordienbuch von 1580. 1580 nahm er den Titel eines Grafen von Löwenstein-Wertheim an und war somit der erste, der die Bezeichnung Wertheim auch im Titel führte.
Nach dem Tod von Ludwig zu Stolberg wurde die Regierung abwechselnd von dessen drei Schwiegersöhnen ausgeübt – außer Ludwig III. waren dies Graf Philipp von Eberstein, welcher die älteste Tochter Katharina geheiratet hatte, und Graf Dietrich von Manderscheid, der die zweitälteste Tochter Elisabeth geheiratet hatte. Nachdem beide verstorben waren – Philipp von Eberstein 1589 in Remlingen und Dietrich von Manderscheid 1593 in Schleiden – wurden die Pläne Ludwigs von einer Alleinregierung jedoch dadurch durchkreuzt, dass Schwägerin Elisabeth erneut heiratete. Ihr Ehemann wurde der katholische Wilhelm von Krichingen, der bis zu seinem Tod im Jahr 1610 im Streit mit Ludwig III. lag und auch an der Würzburger Fehde beteiligt war.

## Familie
Ludwig und Anna hatten elf Kinder. Ihr Sohn Christoph Ludwig (1568–1618), Graf von Löwenstein-Wertheim-Virneburg, ist der Begründer des evangelischen Hauses der späteren Fürsten von Löwenstein-Wertheim-Freudenberg, ein weiterer Sohn, Johann Dietrich (1585–1644), Graf von Löwenstein-Wertheim-Rochefort, ist Begründer des Hauses der späteren katholischen Fürsten von Löwenstein-Wertheim-Rosenberg.
Kinder von Ludwig III. und Anna von Stolberg-Rochefort:
- Christoph Ludwig (* 3. Mai 1568; † 17. Februar 1618)

⚭ 1592 Gräfin Elisabeth Amalie von Manderscheid-Schleiden (* 27. Juli 1569; † 26. Oktober 1621), Erbin von Virneburg
- Ludwig IV. (* 30. Mai 1569; † 24. August 1635)

⚭ 1605 Gertrudes von Schutzbar genannt Milchling
⚭ 1634 Gräfin Juliana von Wied-Runkel (* um 1580)
- Wolfgang Ernst (* 5. August 1578; † 26. Mai 1636) ⚭ 1625 Gräfin Barbara zu Hohenlohe-Waldenburg (* 22. Juni 1592; † März 1665)
- Johann Dietrich (* 31. Januar 1585; † 6. März 1644) ⚭ 1610 Josina de La Marck (* 3. Januar 1583; † 26. Februar 1626). Er war der Begründer der katholischen Linie Löwenstein-Wertheim-Rosenberg.

## Erbe
1597 hatte Ludwig III. im Statutum gentilicium die Erbfolge festgelegt. Nach seinem Tod kam es unter den vier erbberechtigten Söhnen Christoph Ludwig, Ludwig IV., Wolfgang Ernst und Johann Dietrich jedoch zum Streit, und das gemeinschaftliche Erbe wurde 1611 und 1613 aufgeteilt.